# AV 리시버

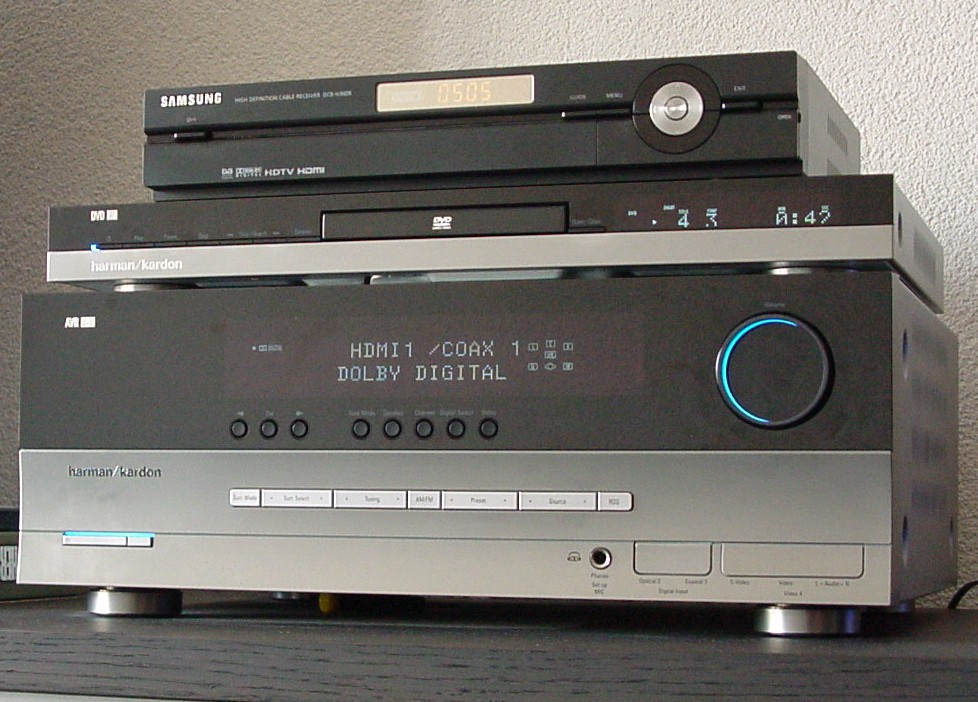
하만 카돈 AVR 245 시청각 수신기는 하단에 있는 대형 장치이다. 그 위에는 DVD 37과 삼성 DCB H360R이 있다.

AV 리시버(AV receiver) 또는 오디오/비디오 리시버(audio/video receiver, AVR)는 홈시어터에서 사용되는 가전제품 부품이다. 목적은 다양한 소스로부터 오디오 및 비디오 신호를 수신하고 이를 처리한 후 스피커를 구동하고 비디오를 텔레비전, 모니터 또는 영상 프로젝터와 같은 디스플레이로 라우팅하기 위한 앰프를 제공하는 것이다. 입력은 위성 수신기, 라디오, DVD 플레이어, 블루레이 디스크 플레이어, VCR 또는 비디오 게임 콘솔 등에서 나올 수 있다. AVR 소스 선택 및 볼륨과 같은 설정은 일반적으로 리모콘으로 설정된다.

## 같이 보기
- 앰프
- THX
- 디지털 미디어 플레이어
- 홈 시어터
- 홈 시어터 PC